# Die Lit
Albums de Playboi Carti
Playboi Carti
(2017) Whole Lotta Red
Die Lit est le premier album studio de Playboi Carti, sorti le 11 mai 2018 sur les labels AWGE et Interscope.

## Réception

### Critique
Die Lit reçoit un bon accueil de la part de la presse, obtenant un score de 71/100 sur le site Metacritic, basé sur sept critiques.

## Liste des titres
- Tous les morceaux sont produits par Pi'erre Bourne, excepté ceux notés.

| No  | Titre                                            | Auteur                                                                                                | Producteur(s)                 | Durée |
| --- | ------------------------------------------------ | --- | ----------------------------- | ----- |
| 1.  | Long Time (Intro)                                | Jordan Carter, Jung Yean Cho                                                                          | Art Dealer                    | 3:31  |
| 2.  | R.I.P.                                           | Carter, Jordan Jenks, Donald DeGrate, Reginald Moore, Shirley Murdock, Larry Troutman, Roger Troutman |                               | 3:12  |
| 3.  | Lean 4 Real (featuring Skepta)                   | Carter, Joseph Adenuga, Ricky Mullings, Jenks                                                         | IndigoChildRick               | 2:57  |
| 4.  | Old Money                                        | Carter, Jenks                                                                                         |                               | 2:15  |
| 5.  | Love Hurts (featuring Travis Scott)              | Carter, Jenks, Jacques Webster                                                                        | Pi'erre Bourne, Playboi Carti | 3:00  |
| 6.  | Shoota (featuring Lil Uzi Vert)                  | Carter, Symere Woods, Jamaal Henry                                                                    | Maaly Raw                     | 2:33  |
| 7.  | Right Now (featuring Pi'erre Bourne)             | Carter, Jenks                                                                                         |                               | 3:27  |
| 8.  | Poke It Out (avec Nicki Minaj)                   | Carter, Onika Maraj, Jenks                                                                            |                               | 4:29  |
| 9.  | Home (KOD)                                       | Carte, Jenks                                                                                          |                               | 2:42  |
| 10. | Fell in Luv (featuring Bryson Tiller)            | Carter, Jenks, Megan James, Corbin Roddick, Isaac Gerasimou                                           |                               | 3:26  |
| 11. | Foreign                                          | Carter, Jenks                                                                                         |                               | 2:22  |
| 12. | Pull Up                                          | Carter, Jenks                                                                                         |                               | 3:36  |
| 13. | Mileage (featuring Chief Keef)                   | Carter, Jenks, Keith Cozart                                                                           |                               | 2:29  |
| 14. | FlatBed Freestyle                                | Carter, Jenks                                                                                         |                               | 3:13  |
| 15. | No Time (featuring Gunna)                        | Carter, Donald Cannon, Sergio Kitchens                                                                | Don Cannon, Treshaun Beatz    | 3:39  |
| 16. | Middle of the Summer (featuring Red Coldhearted) | Carter, Jenks, Dashia Aaron                                                                           |                               | 2:17  |
| 17. | Choppa Won't Miss (featuring Young Thug)         | Carter, Jenks, Jeffery Williams                                                                       |                               | 3:37  |
| 18. | R.I.P. Fredo (Notice Me) (featuring Young Nudy)  | Carter, Jenks, Quantavious Arnold                                                                     |                               | 2:41  |
| 19. | Top                                              | Carter, Jenks                                                                                         |                               | 2:13  |

Samples
- R.I.P. contient un sample de What About Us, écrit par Donald DeGrate, Reginald Moore, Shirley Murdock, Larry Troutman et Roger Troutman, et performé par Jodeci[9].
- Fell in Luv contient un sample de Grandloves, écrit par Megan James, Corbin Roddick et Isaac Gerasimou, et performé par Purity Ring.
- Mileage contient un sample de It's Yours de T La Rock et Jazzy Jay.
- Middle of the Summer contient un sample de Let It Go de Playboi Carti.
- Pull Up contient un sample de AWGE DVD Vol 1 Freestyle de A$AP Rocky et Lil Uzi Vert.

## Classements hebdomadaires
| Classement (2018)                   | Meilleure position |
| ----------------------------------- | ------------------ |
| Australie (ARIA)                    | 49                 |
| Canada (Canadian Albums Chart)      | 19                 |
| Belgique (Flandre Ultratop)         | 41                 |
| Belgique (Wallonie Ultratop)        | 116                |
| États-Unis (Billboard 200)          | 3                  |
| États-Unis (Top R&B/Hip-Hop Albums) | 2                  |
| Irlande (IRMA)                      | 38                 |
| Nouvelle-Zélande (RIANZ)            | 27                 |
| Pays-Bas (Mega Album Top 100)       | 19                 |
| Royaume-Uni (UK Albums Chart)       | 27                 |
| Suisse (Schweizer Hitparade)        | 37                 |